# 東京ミュウミュウ キャラクターソングス メガミックス
『東京ミュウミュウ キャラクターソングス メガミックス』（とうきょうミュウミュウ・キャラクターソングス・メガミックス）は、テレビアニメ『東京ミュウミュウ』のリミックス・アルバム。2002年12月25日にインデックスミュージック（ティー ワイ エンタテインメント）より発売された。

## 概要
『東京ミュウミュウ キャラクターソングス』シリーズに収録された各キャラクターソングをメドレー形式で収録したものや、主題歌のリミックスバージョンなどを収録。
CDジャケットにはメインキャラクター5人の変身後の姿が描かれている。

## 収録曲
1. 東京ミュウミュウ キャラクターソングス ノンストップリミックスI 〜にゃん♥にゃん♥ 歌うスタジオエディット〜 [19:04]
歌：桃宮いちご（中島沙樹）、藍沢みんと（かかずゆみ）、碧川れたす（佐久間紅美）、黄歩鈴（望月久代）、藤原ざくろ（野田順子）
2. 東京ミュウミュウ キャラクターソングス ノンストップリミックスII 〜ご奉仕 1/144スケール バージョン〜 [19:24]
歌：桃宮いちご（中島沙樹）、藍沢みんと（かかずゆみ）、碧川れたす（佐久間紅美）、黄歩鈴（望月久代）、藤原ざくろ（野田順子）
3. my sweet heart 〜イッツ ショウ タイム! エディット〜 [5:11]
作詞：T_T、作曲：UZA
歌：小松里賀